# 大岡忠喜
大岡 忠喜（おおおか ただよし）は、江戸時代中期の旗本、大名。大岡忠房家5代当主で、武蔵国岩槻藩第2代藩主。諱は忠善とも伝わるが、誤記と思われる。

## 生涯
元文2年（1737年）、第9代将軍徳川家重の側用人を務めた旗本・大岡忠光の長男として生まれた。宝暦3年（1753年）、将軍家重にはじめて御目見する。翌宝暦4年（1754年）、菊間広縁詰めとなり、従五位下兵庫頭に叙任する。宝暦10年（1760年）、父・忠光の死去により家督を継ぎ、岩槻藩主となる。同年、雁間詰めとなり、奏者番に就任する。安永元年（1772年）、病を理由に奏者番を辞す。安永5年(1776年)、10代将軍徳川家治が日光社参のために往復とも岩槻城に宿泊した際、藩を挙げて対応した。安永9年（1780年）5月、岩槻藩の飛び地である安房国朝夷郡に清国の商船が漂流すると、郡奉行であった藩士の児玉南柯を派遣して対応している。生来病弱であったため、天明2年（1782年）に家督を長男の忠要に譲って隠居した。文化3年（1806年）に死去。享年69。

## 系譜
父母
- 大岡忠光（父）

正室、継室
- 井上正経の養女、本多忠強の娘（正室）
- 田沼意次の養女、新見正則の娘（継室）

子女
- 大岡忠要（長男）
- 水野忠韶正室、生母は継室
- 大岡忠烈（次男）
- 松平信圭正室
- 美濃 - 三宅康友正室
- 小笠原信喜の養女
- 本多政房継室
- 小笠原政恒継室